# Andrena leucura
Andrena leucura är en biart som beskrevs av Warncke 1974. Andrena leucura ingår i släktet sandbin, och familjen grävbin. Inga underarter finns listade i Catalogue of Life.